# Thoras
Thoras è un comune francese situato nel dipartimento dell'Alta Loira della regione dell'Alvernia.
Il 1º gennaio 2016 si è fuso con il comune di Croisances mantenendo il proprio nome e la sede municipale.

## Società

### Evoluzione demografica
Abitanti censiti